# Тре (волость)
Тре — административно-территориальная единица (волость) в Новгородской республике.
Первое упоминание о волости фиксируется в договоре 1264 г. Ярослава Ярославича с Новгородом: А̇ се волости новгородьскꙑе̇ · Бежиче · Городець · М[ел]ечѧ · Шипино · Е̇гна · Вологда · Заволоцье̇ · Колоперемь · Тре · Перемь · Ю̇гра · Печера
Упоминалась она, располагаясь в списках волостей между Заволочьем и Пермью, и в других документах вплоть до присоединения Новгорода к Московии: Трѣ в грамотах 1265, 1266, 1270 и 1327 гг., Тьрѣ между Заволочьем и Пермью в грамотах 1300-х гг., Тѣрь в грамоте 1371 г., Тиръ в мирном договоре с Василием Тёмным 1435 г., Тирь в новгородском экземпляре Яжелбицкого договора 1456 г., Тиргъ и Тигръ в двух разных списках новгородского экземпляра Коростынского договора 1471 г.
Волость Тре граничила с волостью Коло приблизительно по линии между островом Кильдин и мысом Турий Турьего полуострова. Волость Тре располагалась восточнее линии, Волость Коло — западнее.
Об этимологии названии существует множество теорий, ни одна из них не общепринята, однако установлено, что название Терского берега этимологически связано с названием волости. Так, в грамотах XIII–XV вв. упоминаются Терская сторона и Терский (Тирьский) наволок (т. е. побережье). По грамоте Андрея Александровича меховую дань на Терской стороне вместо боярских даньщиков собирали его княжеские «ватаги», а на Новгород Андрей возложил обязанность на всём пути следования его даньщиков «давать им корму и подводы по пошлине с погостов».